# Alcollarín
Alcollarín – gmina w Hiszpanii, w prowincji Cáceres, w Estramadurze, o powierzchni 79,92 km². W 2011 roku gmina liczyła 249 mieszkańców.